# 刘岳 (五代)
刘岳（877年—932年），字昭辅，洛阳（今河南省洛阳市）人，中国五代后梁、后唐大臣。八代祖刘政会。
刘岳出身世家。幼好学，善谈论，有文辞。以进士擢第，在后梁历任户部巡官、郑县簿、直史馆，转左拾遗、侍御史。梁末帝时召为翰林学士，在翰林十二年，曾为户部侍郎。后唐庄宗入汴，随例贬均州司马，后来唐庄宗授他为太子詹事。唐明宗即位，召为兵部侍郎、吏部侍郎，建议百官赐告身，被明宗接受。主张“任其才能、褒其功行”。因讥诮宰相冯道，转为秘书监，再迁太常卿。年五十六岁卒，赠吏部尚书。素通礼典，后唐天成年间曾奉诏参与撰《新书议》。其子刘温叟。